# Kārlis Ulmanis
Kārlis Ulmanis (Bērze, Gouvernement Koerland, 4 september 1877 - Krasnovodsk, 20 september 1942) was een prominent Lets politicus in het interbellum. Van 1934 tot 1940 was hij dictator van Letland.
Ulmanis studeerde landbouwkunde aan de ETH-Zürich (Zwitserland) en aan de Universiteit van Leipzig (Duitsland). Nadien keerde hij naar Letland terug en werkte er als schrijver, publicist en landbouwkundige.
Ulmanis nam actief deel aan de Revolutie van 1905 en werd daarom gearresteerd. Hij wist uiteindelijk naar de Verenigde Staten te vluchten waar hij studeerde aan de Universiteit van Nebraska. Hij werkte korte tijd als docent aan de universiteit, maar startte daarna een zuivelfabriek in Houston (Texas).
In 1913 keerde Ulmanis terug naar zijn geboorteland. Hij werd niet verder vervolgd vanwege zijn aandeel aan de eerste Russische Revolutie, omdat tsaar Nicolaas II een algemene amnestie had afgekondigd.
Tijdens de Eerste Wereldoorlog werden de Baltische gouvernementen door het Duitse leger bezet. Eind 1917 werd Ulmanis lid van de Voorlopige Nationale Raad van Letland dat de rechten van het Letse volk verdedigde. Ulmanis en diens aanhangers streefden naar een onafhankelijk Letland, maar de Duitsers zagen daar niets in en wilden de Baltische gouvernementen als Verenigd Baltisch Hertogdom bij Duitsland voegen (er woonde een aanzienlijke Duitse minderheid, de Baltische Duitsers).
In november 1918 capituleerde Duitsland. De Letse nationalisten riepen vervolgens de Republiek Letland uit en Ulmanis werd premier. Het Rode Leger viel echter binnen en de Letse Socialistische Sovjetrepubliek werd uitgeroepen. In de daaropvolgende Letse Onafhankelijkheidsoorlog werd met hulp van Duitse vrijkorpsen het Rode Leger uit Letland verjaagd. In 1919 en in 1920 werd Letland door de meeste landen als soevereine staat erkend.
Ulmanis trad in april 1919 als minister-president af. Ulmanis richtte vervolgens de oppositiepartij Letse Agrarische Unie (LZS) op. De Letten leefden in voortdurende angst dat de Sovjet-Unie Letland zou annexeren. In de jaren dertig kwam daar nog eens angst voor nazi-Duitsland bij. De Letten waren bang dat zij de Baltische Duitsers aan de macht zouden helpen. In november 1933 werden de linkse partijen in Letland verboden, op beschuldiging van heulen met de Sovjet-Unie.
Extreem-nationalistische groepen als de Ugunkrusts (Vuurkruis) en diens opvolger de Perkonkrusts (Donderkruis) kregen steeds meer aanhang. Zij waren fel anti-Joods en anti-Russisch.
Op 15 mei 1934 pleegde Ulmanis een staatsgreep. Hij verbood alle politieke partijen en richtte de paramilitaire beweging Aizsargi (De Verdedigers) op. Primair doel van deze massaorganisatie was de Letse onafhankelijkheid te verdedigen tegen de Duitsers en de Russen. Ulmanis nam de titel Vadonis (=Leider) aan en zijn regime kreeg een onmiskenbaar fascistisch karakter. In 1936 nam hij ook het presidentschap op zich. Economisch voer Letland wel onder Ulmanis en er werden handelscontracten met Duitsland en Groot-Brittannië gesloten. Ook werd er veel aandacht besteed aan het onderwijs en het analfabetisme daalde tot praktisch nul.
In 1939 sloten Hitlers Duitsland en Stalins Sovjet-Unie een niet-aanvalsverdrag (Molotov-Ribbentroppact). Hitler gaf Stalin de vrije hand in de Baltische staten. In juni 1940 werd Letland door de Sovjet-Unie bezet. Ulmanis werd gearresteerd en naar Stavropol gedeporteerd. Daar werkte hij in in zijn oude beroep tot juli 1941, toen hij na de Duitse inval opnieuw werd gearresteerd. Pas in het post-Gorbatsjov-tijdperk werd duidelijk dat Ulmanis in 1941 gevangen was gezet in de gevangenis van Krasnovodsk en aldaar in 1942 gestorven was aan dysenterie. Hij liet geen vrouw of kinderen na; zijn motto was dat hij getrouwd was met Letland. Zijn achterneef Guntis Ulmanis werd in 1993 president van Letland. Hij heeft in Krasnovodsk nog mee helpen zoeken naar de stoffelijke resten van zijn oudoom om ze in Letland te laten herbegraven. Deze zoektocht bleef echter zonder resultaat.

## Na zijn dood
De kijk op Ulmanis binnen Letland is complex. Ten tijde van de Letse Sovjetrepubliek werd hij door het regime als fascist gelabeld, in weinig te onderscheiden van de nazi's. Hij werd ook beschuldigd van corruptie en verdrukking van de werkende klasse.
In de Letse gemeenschap in ballingschap waren er velen die de zes jaar van zijn dictatuur als een gouden tijdperk voor Letland beschouwden.
Heden ten dage blijft Ulmanis een populair, maar tegelijkertijd controversieel figuur. Voor veel Letten is Ulmanis een symbool van het vooroorlogse onafhankelijke Letland. Historici zijn het over het algemeen ook eens over zijn positieve rol tijdens de beginjaren van de onafhankelijke republiek Letland. Over zijn dictatuur zijn de meningen verdeeld.
Een belangrijk deel van de etnisch Letse Letten vergoelijkt zijn dictatorschap met de indrukwekkend gestegen materiële welvaart voor deze belangrijkste bevolkingsgroep. Deze groep benadrukt dikwijls ook hoe zijn heerschappij minder militaristisch was en de politieke repressie minder sterk was dan onder andere dictaturen in die periode. Daarnaast zijn er prominente historici als Edgars Dunsdorfs. Voor hen kan de rol van iemand die het parlement ontbond en een alleenheerschappij vestigde nooit positief worden beoordeeld. Tot slot is er de overgrote meerderheid van de etnische minderheden in Letland. Voor hen bracht Ulmanis maar weinig goeds.